# Frederika Dorothea Sophia van Brandenburg-Schwedt

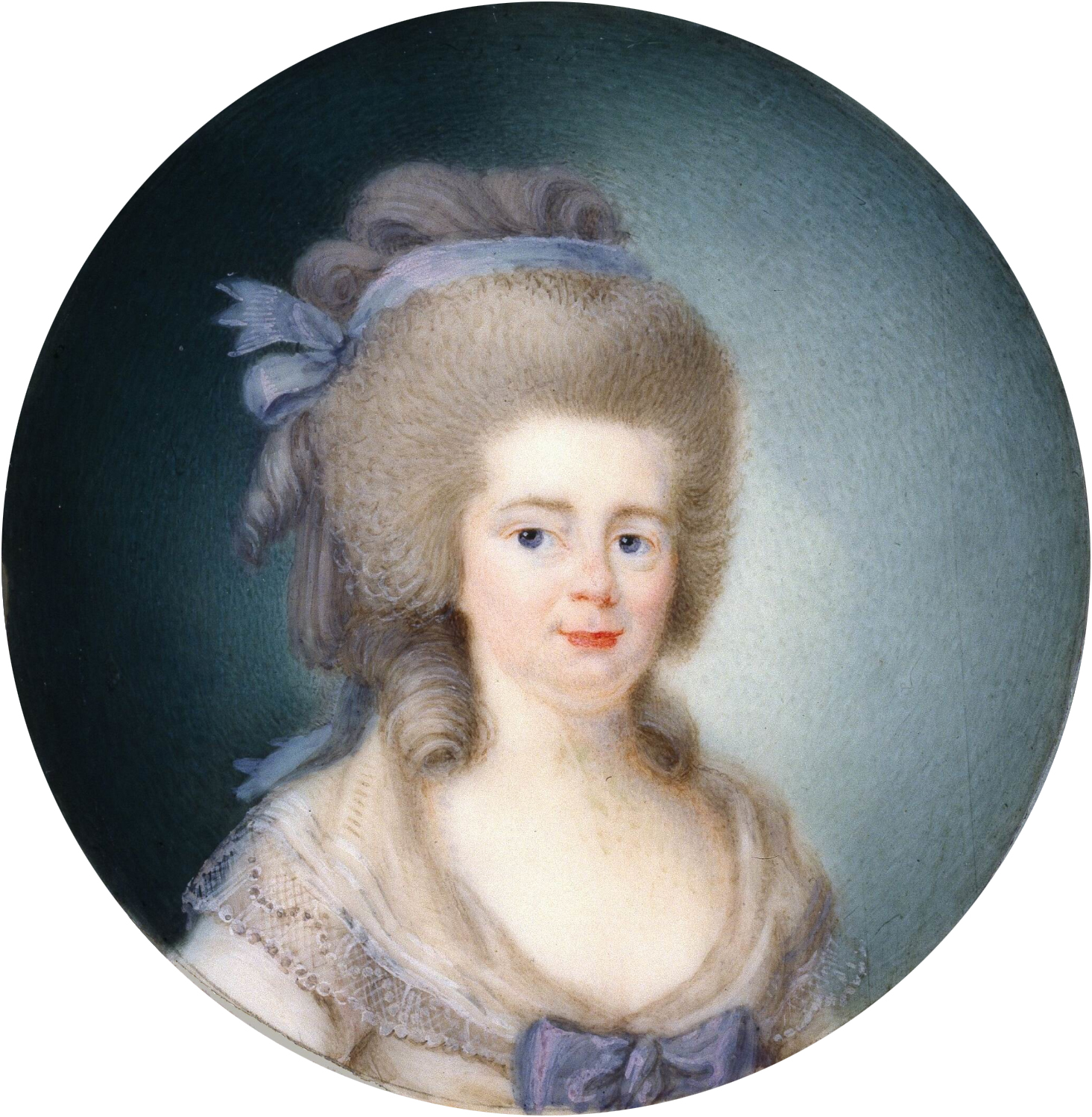
Frederika Dorothea Sophia van Brandenburg-Schwedt.

Frederika Dorothea Sophia van Brandenburg-Schwedt (Schwedt, 18 december 1736 — Stuttgart, 9 maart 1798) was van 1795 tot 1797 hertogin van Württemberg. Ze behoorde tot het huis Hohenzollern.

## Levensloop
Frederika Dorothea Sophia was een dochter van markgraaf Frederik Willem van Brandenburg-Schwedt uit diens huwelijk met Sophia Dorothea, dochter van koning Frederik Willem I van Pruisen.
Op 29 november 1753 huwde ze met prins Frederik Eugenius van Württemberg (1732-1797). Na hun huwelijk leefde het echtpaar in Treptow an der Rega, waar ze een residentie van cultureel belang uitbouwen. Vanaf 1769 leefden Frederika, haar echtgenoot en kinderen in het graafschap Montbéliard, ten westen van de Rijn. In 1792 vertrokken ze daar vanwege de dreiging van de Franse Revolutie.
Frederika werd als geestrijk en hartelijk omschreven. Terwijl zijzelf het gereformeerd protestantisme aanhing, was haar echtgenoot rooms-katholiek. De kinderen werden dan weer luthers opgevoed, aangezien de Württembergse Staten eveneens luthers waren. Dit was ook een voorwaarde die haar oom, koning Frederik II van Pruisen, had opgelegd in het huwelijksverdrag van Frederika en haar echtgenoot.
In 1795 werd Frederika hertogin van Württemberg, nadat haar echtgenoot dit hertogdom had geërfd van zijn broer Lodewijk Eugenius. Ze bleef dit ruim twee jaar, totdat Frederik Eugenius in december 1797 overleed. Frederika zelf stierf enkele maanden later, in maart 1798.

## Huwelijk en nakomelingen
Frederika en haar echtgenoot Frederik Eugenius kregen twaalf kinderen:
- Frederik Willem Karel (6 november 1754 - 30 oktober 1816), trad eerst in het huwelijk met Augusta Caroline van Brunswijk en daarna met prinses Charlotte van Hannover. Hij is de grootvader van de Nederlandse koningin Sophie.
- Lodewijk Frederik Alexander (30 augustus 1756 - 20 september 1817), gehuwd met Maria Anna, dochter van Adam Kazimierz Czartoryski en met Henriëtte van Nassau-Weilburg, dochter van vorst Karel Christiaan en vorstin Carolina van Oranje-Nassau.
- Eugenius Frederik Frans Hendrik (21 november 1758 - 20 juni 1822), huwde met Louise van Stolberg-Gedern, weduwe van hertog Karel Willem van Saksen-Meiningen.
- Sophia Maria Dorothea Augusta Louisa (25 oktober 1759 - 5 november 1828), huwde tsaar Paul I van Rusland en werd moeder van tsaar Alexander I en tsaar Nicolaas I. Haar dochter Anna huwde Willem II der Nederlanden.
- Willem Frederik Filips (27 december 1761 - 10 augustus 1830), huwde met Wilhelmine van Tunderfeldt-Rhodis.
- Ferdinand Frederik Augustus (22 oktober 1763 - 20 januari 1834), huwde met Albertine (1771-1829), dochter van vorst Christiaan Günther III van Schwarzburg-Sondershausen. Het huwelijk bleef kinderloos en werd in 1801 ontbonden. Op 23 februari 1817 huwde hij te Marseille met Pauline (1771-1855), dochter van graaf Franz Georg Karel von Metternich-Winneburg.
- Frederika Elizabeth Amalia Augusta (27 juli 1765 - 24 november 1785), huwde met de latere hertog Peter I van Oldenburg.
- Elizabeth Wilhelmina Louise (21 april 1767 - 18 februari 1790), huwde met aartshertog Frans Jozef Karel van Oostenrijk, de latere keizer Frans II van het Heilige Roomse Rijk, en als Frans I, de eerste keizer van Oostenrijk.
- Frederika Wilhelmina Catharina (1768-1768)
- Karel Frederik Hendrik (1770-1791)
- Alexander Frederik Karel (24 april 1771 - 4 juli 1833), huwde met prinses Antoinette van Saksen-Coburg-Saalfeld.
- Hendrik Karel Frederik (3 juli 1772 - 28 juli 1833), huwde Christine Caroline Alexei (1779-1853), een actrice uit Breslau.